# Een Kerstmis
Een Kerstmis is een hoorspel van Ankie Peypers. De NCRV zond het uit op vrijdag 26 december 1969, met muzikale medewerking van Ru van Veen. De regisseur was Wim Paauw. Het hoorspel duurde 41 minuten.

## Rolbezetting
- Paul van der Lek (meneer Klein, gepensioneerd administrateur, weduwnaar)
- Tine Medema (z’n hospita, juffrouw Bartels)
- Frans Somers (John, z’n zoon)
- Fé Sciarone (Mathilde, z’n schoondochter)
- Joke Hagelen (Mattie, z’n kleindochter)
- Jaap Hoogstraten (Martijn, z’n kleinzoon)
- Peronne Hosang (Louise, schoonzuster van Klein)
- Dogi Rugani (stem van Ann, vrouw van Klein)
- Joke Hagelen (juffrouw van het weerbericht)
- Jos van Turenhout (postbode & een ober)

## Inhoud
Thomas Klein woont op kamers bij juffrouw Bartels. De heer Klein heeft even de telefoon gebruikt in de huiskamer van juffrouw Bartels. Hij wenst haar en de familie een prettige kerstavond en begeeft zich weer naar zijn appartement. Na een half jaar had juffrouw Bartels hem op deze kerstavond weleens kunnen vragen of hij zin had even beneden te blijven, vindt de heer Klein. Hij zou het niet gedaan hebben, maar ze hád het kunnen vragen… Maar op déze kerstavond zal de heer Klein niet alleen zijn: zijn zoon John zal komen met zijn echtgenote Mathilde, zijn kleinkinderen en schoonzuster Louise. Onverwacht komt er een expresbrief voor de heer Klein. Tot zijn grote verbazing bevat de envelop een vel papier zonder iets erop geschreven. De brief is gepost in het dorp waar hij woont…